# نوبویوکی ۲۷۷۱۶
سیارک ۲۷۷۱۶ (به انگلیسی: 27716 Nobuyuki، نامگذاری:1989CX1) بیست و هفت هزار و هفتصد و شانزدهمین سیارک کشف شده‌است که در ۱۳ فوریه ۱۹۸۹ کشف شد.